# مرتضی آقاتهرانی
مرتضی آقاتهرانی (زادهٔ ۱ فرودین ۱۳۳۶) روحانی شیعه است که نماینده حوزه انتخابیه تهران، ری، شمیرانات، اسلامشهر و پردیس در دوره‌های هشتم، نهم، یازدهم و دوازدهم مجلس شورای اسلامی است. او از سال ۱۳۹۹ تاکنون رئیس کمیسیون فرهنگی مجلس شورای اسلامی است و در فاصله سال‌های ۱۳۹۱ تا ۱۳۹۲ نیز این سمت را برعهده داشت. وی از سال ۱۳۹۰ تا ۱۳۹۹ دبیرکل جبهه پایداری انقلاب اسلامی بود.

## زندگی
مرتضی آقاتهرانی زادهٔ فروردین سال ۱۳۳۶ در محله تل واژگون در اصفهان در خانواده‌ای مذهبی و بازرگان است. پدرش، اکبر آقاتهرانی، کارگاه سماورسازی در اصفهان داشت. به گفته‌ او، پدرش این شغل را در معرض کسادی دید و پیشهٔ خود را از سماورسازی به سنگ‌بری تغییر داد. اکبر آقاتهرانی یک کارخانهٔ سنگ‌بری در اصفهان تأسیس کرد و آن را وسعت داد. او پیش از انقلابِ ۱۳۵۷ بخشی از سنگ‌کاری حرم امام حسین را به عهده گرفت و آن را به انجام رسانید. مصطفی آقاتهرانی، برادر وی، از اعضای سپاه پاسداران بود و در خلال جنگ ایران و عراق کشته شد.

## تحصیلات

### حوزوی

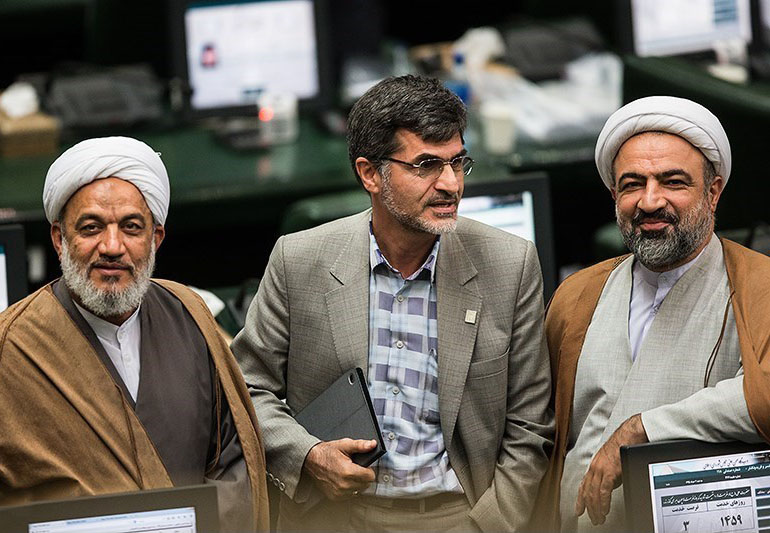
کوچک‌زاده و رسایی از اعضای پیشین جبهه پایداری در کنار آقاتهرانی رهبر جبهه پایداری، در مجلس نهم

آقاتهرانی در سال ۱۳۵۳ وارد مدرسه حقانی شد که در آن زمان به‌طور شورایی و تحت نظارت قدوسی، سید محمد بهشتی، محمدتقی مصباح یزدی و احمد جنتی اداره می‌شد. در سال چهارم طلبگی، به دلیل اختلاف نظر در مورد بعضی از مبانی ایدئولوژیک و سیاسی از مدرسه حقانی بیرون آمد و از طلاب فعال مؤسسه در راه حق (زیر نظر مصباح یزدی) گردید.
وی در حوزه علمیه علاوه بر فقه و اصول، تفسیر قرآن را ازخزعلی، جوادی آملی و محمدتقی مصباح یزدی فرا گرفت و فلسفه را نیز نزد محمدتقی مصباح یزدی، و شرح تجرید در کلام را نزد طه کافی فراگرفت. وی خارج فقه را از قافی یزدی محمدتقی بهجت و حسین مظاهری بهره برد. همچنین از صافی اصفهانی، کشمیری، پهلوانی و فاضل کوهانی بهره‌ها برد.[۵] وی در سن ۳۵ سالگی با نظر و حکم حسین مظاهری رئیس حوزه علمیه اصفهان، به درجه اجتهاد رسید و بنا به نظر وی، به تدریس درس خارج مشغول شد.

### دانشگاهی
او علاوه بر تحصیلات حوزوی، فوق لیسانس روانشناسی را از مؤسسه آموزشی و پژوهشی امام خمینی (زیر نظر محمدتقی مصباح یزدی که آن زمان به نام بنیاد باقر العلوم شناخته می‌شد) گرفت و سپس، با نظر مصباح در سال ۱۳۷۱ از سوی مؤسسه او به همراه همسر و فرزندش به خارج از کشور رفت. وی ابتدا به کانادا رفت و از دانشگاه مک‌گیل در مونترال با رساله‌ای در زمینه آرای سید حیدر آملی مدرک فوق لیسانس مطالعات اسلامی گرفت. سپس به ایالات متحده آمریکا رفت و وارد نیویورک شد. او از دانشکده فلسفه دانشگاه ایالتی نیویورک در بینگهمتون علاوه بر فوق لیسانس فلسفه، با رساله‌ای با موضوع «دربارهٔ عرفان غیر نمادین ابن سینا از دید خواجه نصیرالدین طوسی» پی‌اچ‌دی در فلسفه گرفت.
آقاتهرانی در آمریکا گرین کارت گرفت. او در نیویورک نماز جمعه برپا می‌کرد و مؤسسه اسلامی نیویورک را تأسیس و مدیریت کرد و در کنار آن به فعالیت‌های علمی خود می‌پرداخت. آقاتهرانی مدعی است که دعوت دانشگاه بینگهمتون، با حقوق «ماهانه ۱۱۰۰۰ دلار» را نپذیرفته است.

## فعالیت‌های سیاسی
او در سال ۱۳۸۳، یک سال پیش از انتخابات ریاست‌جمهوری سال ۱۳۸۴ به ایران بازگشت. او پس از بازگشت به ایران، واحد تربیت مربی اخلاق را در مؤسسه آموزشی و پژوهشی امام خمینی به‌راه‌انداخت و به تألیف خود نیز ادامه داد. در سال ۱۳۸۴ به دعوت محمود احمدی‌نژاد و به توصیه استادان خود، استاد اخلاق هیئت دولت جمهوری اسلامی ایران شد و به اعضای کابینه محمود احمدی‌نژاد درس اخلاق می‌داد. در سال ۱۳۸۶ ضمن پیشنهاد برخی از سیاسیون انتخابات دورهٔ هشتم مجلس شورای اسلامی از حوزه انتخابیه تهران، ری، شمیرانات و اسلامشهر شرکت کرد و در این انتخابات پیروز شد. وی گفته است که به اصرار محمود احمدی‌نژاد در این انتخابات شرکت کرده است. وی در انتخابات انتخابات مجلس شورای اسلامی (۱۳۹۱–۱۳۹۰)|انتخابات دورهٔ نهم مجلس شورای اسلامی در سال ۱۳۹۰] شرکت کرد و یک‌بار دیگر پیروز شد. او در مجلس هشتم و نهم ریاست مجمع نمایندگان تهران را به عهده داشته‌است. وی همچنین در دوره نهم، به‌عنوان رئیس کمیسیون فرهنگی مجلس شورای اسلامی نیز فعالیت می‌کرد.
او در سال ۱۳۹۰ جریانی اعتقادی و سیاسی را با نام جبهه پایداری انقلاب اسلامی بنیان‌گذاری کرد کرد.
مرتضی آقاتهرانی برای شرکت در پنجمین دورهٔ انتخابات مجلس خبرگان رهبری در اسفند سال ۱۳۹۴ ثبت نام کرد، اما از سوی شورای نگهبان رد صلاحیت شد.
در انتخابات دورهٔ دهم مجلس شورای اسلامی در سال ۱۳۹۴ فهرست ۳۰ نفره ائتلاف اصلاح‌طلبان، لیست پایداری‌ها و بقیه اصولگرایان را عقب زد و مرتضی آقاتهرانی نتوانست به مجلس راه یابد. اما در انتخابات یازدهمین دورهٔ مجلس شورای اسلامی در سال ۱۳۹۹ وی در لیست وحدت قرار گرفت و توانست در حوزه انتخابیه تهران، ری، شمیرانات، اسلامشهر و پردیس با تعداد آرای ۸۶۸٫۰۲۵ به عنوان نفر سوم به مجلس شورای اسلامی راه یابد راه یابد.
 این در حالی بود که وی در دوره قبل با اخذ ۸۸۴٫۰۳۳ رای به عنوان نفر سی و دوم انتخاب شده بود و نتوانست وارد مجلس دهم شود. وی از امضا کنندگان طرح ممنوعیت مذاکره مسئولان و مقامات ایران با مقامات ایالات متحده آمریکا بوده‌است.